# Hansrödermühle
Hansrödermühle ist ein Gemeindeteil der Großen Kreisstadt Rothenburg ob der Tauber im Landkreis Ansbach (Mittelfranken, Bayern). Hansrödermühle liegt in der Gemarkung Rothenburg ob der Tauber.

## Geografie
Das Einöde liegt an der Tauber. Ca. 300 Meter weiter westlich steht das Bismarckdenkmal. Der Taubertalweg führt an Kaiserstuhl vorbei zur Fuchsmühle (0,2 km nördlich) bzw. zur Lukasrödermühle (0,4 km östlich).

## Geschichte
Der Ort wurde 1447 als „Neumühle“ erstmals urkundlich erwähnt. Die Mühle soll ursprünglich in Besitz des Deutschordens gewesen sein, der sie 1336 für 54 Pfund Heller an die Stadt Rothenburg verkauft haben soll. Seit dem 16. Jahrhundert wird die Mühle nach ihrem Besitzer „Hans Rödermühle“ genannt. Im 18. Jahrhundert wurde sie auch „Baumgartsmühle“, vermutlich ebenfalls nach ihrem Besitzer, genannt.
Mit dem Gemeindeedikt (frühes 19. Jahrhundert) wurde der Ort dem Steuerdistrikt und der Munizipalgemeinde Rothenburg ob der Tauber zugeordnet.
Die Hansrödermühle war ursprünglich eine Getreidemühle. Vor ihrer Stilllegung im Jahr 1958 wurde sie als Sägewerk genutzt.

### Baudenkmal
- Hansrödermühle (Taubertal 80): Sägemühle, Fachwerkgebäude, vorwiegend 19./20. Jahrhundert[7]

### Einwohnerentwicklung
| Jahr      | 001818 | 001840 | 001871 | 001885 | 001900 | 001925 | 001950 | 001961 | 001970 | 001987 |
| Einwohner | 4      | 5      | 5      | 7      | 7      | 2      | 3      | 2      | *      | *      |
| Häuser    | 1      | 1      |        | 2      | 2      | 2      | 1      | 1      |        | *      |
| Quelle    | [ 9 ]  | [ 10 ] | [ 11 ] | [ 12 ] | [ 13 ] | [ 14 ] | [ 15 ] | [ 16 ] | [ 17 ] | [ 18 ] |

## Religion
Der Ort ist seit der Reformation evangelisch-lutherisch geprägt und bis heute nach St. Jakob (Rothenburg ob der Tauber) gepfarrt. Die Einwohner römisch-katholischer Konfession sind nach St. Johannis (Rothenburg ob der Tauber) gepfarrt.